# Pesahangan
Pesahangan is een bestuurslaag in het regentschap Cilacap van de provincie Midden-Java, Indonesië. Pesahangan telt 4581 inwoners (volkstelling 2010).